# 萩原早紀子
萩原 早紀子（はぎはら さきこ、12月7日 - ）は、長野朝日放送のアナウンサー。

## 人物
長野県北安曇郡小谷村出身。O型。
2012年よりNHK長野放送局キャスター。2017年、長野朝日放送入社。

## 現在の担当番組
- 駅テレマルシェ（サブMC）
- いまドキッ（MC、2023年4月3日- ）
- いいね!信州スゴヂカラ
- abnニュース&天気予報

## 過去の担当番組
- abnステーション